# Teretistris
Genre
Teretistris est un genre d'oiseaux placé anciennement dans la famille des Parulidae, mais qui est désormais de placement taxinomique incertain.

## Liste des espèces
Selon la classification de référence du Congrès ornithologique international (version 6.4, 2016) :
- Teretistris fernandinae (Lembeye, 1850) - Chillina de Fernandina
- Teretistris fornsi Gundlach, 1858 - Chillina d'Oriente
  - Teretistris fornsi fornsi Gundlach, 1858
  - Teretistris fornsi turquinensis Garrido, 2000